# Синтез Геймана
Синтез Геймана (нім. Heumann-Synthese) — промисловий синтез індиго з аніліну або антранілової кислоти, розроблений німецьким хіміком Карлом Гейманом. Він розробив два варіанти синтезу, які лягли в основу першого великомасштабного виробництва індиго (1897).

## Перший синтез Геймана
Перший варіант синтезу індиго був розроблений Карлом Гейманом у 1890 році.
На першому етапі анілін (1) взаємодіє з хлороцтовою кислотою (2) з утворенням N-фенілгліцину (3). При сплавленні з гідроксидом калію при 300° C відбувається циклізація з утворенням індоксилу (4), який окислюється киснем у лужному розчині до індиго (5). Критичною точкою в цьому варіанті синтезу є виділення води, яка гідролізує фенілгліцин, і висока температура, необхідна для циклізації. Оскільки за цих умов фенілгліцин частково розкладається, то вихід незадовільний.
Цей синтетичний шлях був вдосконалений у 1901 році за допомогою модифікації Йоганнеса Пфлегера. При використанні аміду натрію замикання кільця відбувається в більш м’яких умовах (180-200 °C). Використання ціанідів дозволило знизити температуру до 120 °C, а також сприяло миттєвому вилученню води з реакції, що значно підвищило виходи. Сучасні великомасштабні промислові синтези індиго базуються на синтезі Геймана-Пфлегера.

## Другий синтез Геймана
Низькі виходи першого синтезу індиго за методом Геймана можуть бути покращені за допомогою антранілової кислоти (1), яку одержували шляхом окислення нафталіну до фталевої кислоти.  
Згодом, використовуючи перегрупування Гофмана,  імід фталевої кислоти під дією хлору та лугів перетворювали на антранілову кислоту. 
Аналогічно до першого варіанту синтезу відповідну фенілгліцин-о-карбонову кислоту (3) одержують реакцією антранілової кислоти з хлороцтовою кислотою (2), яка в розплаві гідроксиду калію перетворюється на 2-індоксилкарбонову кислоту (4). При нагріванні вуглекислий газ відщеплюється, а індоксил (5) окислюється до індиго (6). За цим варіантом синтезу індиго вперше було одержано в промислових масштабах на аніліновій фабриці BASF у 1897 році.